# Държавно устройство на Канада
Канада е конституционна парламентарна монархия. Държавният глава е монарх, като от септември 2022 г. това е крал Чарлз III. Монархическият представител в Канада е Генералният губернатор. Неговата роля е да одобрява законите, но има и някои други задължения.

## Законодателна власт
Законодателния орган на Канада представлява двукамарен парламент.
Горната камара на парламента се състои от 105 места, а долната камара от 338 места.